# Liste des chanceliers de Bourgogne

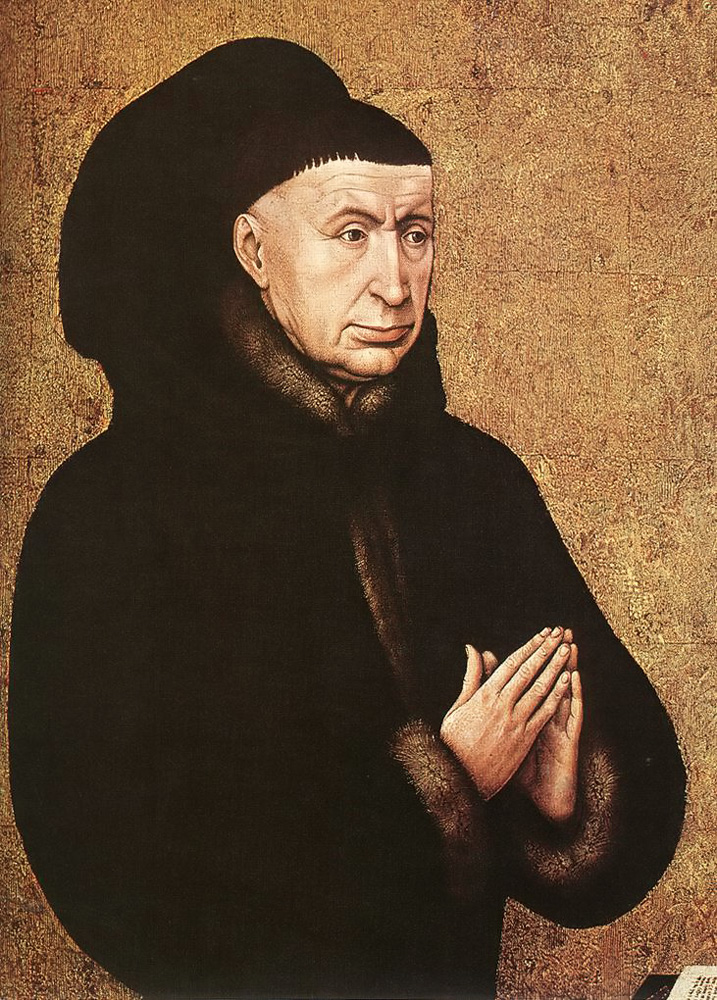
Le chancelier Nicolas Rolin

La liste des chanceliers de Bourgogne, appelés aussi chanceliers de Flandres et de Bourgogne.
Le chancelier de Bourgogne est le dignitaire le plus important de l'État bourguignon (duché de Bourgogne, comté de Bourgogne et fiefs des Pays-Bas bourguignons) à l'époque des ducs de Bourgogne de la maison de Valois (1363-1482), puis à l'époque des ducs de la maison de Habsbourg à partir de 1482 (Philippe le Beau, puis Charles Quint).
Le duché de Bourgogne ayant été repris par le roi de France en 1482 (mais le titre restant est utilisé par les Habsbourg), l'État bourguignon va perdurer jusqu'en 1512 ou il devient officiellement le Cercle de Bourgogne.
Le titre de Chancelier de Bourgogne créé en 1363, est supprimé en 1518. Cette fonction évoluera en devenant celle de Chef du Conseil Privé, puis celle de Chancelier du Saint-Empire dont les attributions sont cette fois, associées à tout l'empire non plus au seul cercle de Bourgogne.

## Maison de Valois-Bourgogne (1363-1482)
|    | Début | Fin  | Nom                   | Blason                       | Commentaires                                  |
| -- | ----- | ---- | --------------------- | ---------------------------- | --------------------------------------------- |
| 1  | 1363  | 1366 | Philibert de Paillart | Blason Philibert Paillart    | Bailli de Dijon                               |
| 2  | 1366  | 1368 | Berthault d'Uncey     |                              | Chanoine de Vergy                             |
| 3  | 1368  | 1370 | Gui Raby              |                              |                                               |
| 4  | 1370  | 1370 | Pierre des Mouhes     |                              |                                               |
| 5  | 1370  | 1376 | Pierre de Dinteville  | Blason Famille de Dinteville | Évêque de Nevers                              |
| 6  | 1376  | 1384 | Nicolas de Tholon     | Blason Nicolas de Tholon     | Évêque d'Autun                                |
| 7  | 1384  | 1394 | Jean Canard           |                              | Vidame de Reims                               |
| 8  | 1394  | 1404 | Martin Poré           |                              | Évêque d'Arras                                |
| 9  | 1404  | 1419 | Jean de Saulx         |                              | Seigneur de Courtivron                        |
| 10 | 1419  | 1422 | Jean de Thoisy        | Blason Thoisy                | Evêque de Tournay                             |
| 11 | 1422  | 1462 | Nicolas Rolin         | Blason Rolin                 |                                               |
| 12 | 1465  | 1471 | Pierre de Goux        |                              | Maître des requêtes au Parlement de Dole      |
| 13 | 1471  | 1477 | Guillaume Hugonet     | Blason Guillaume Hugonet     | Seigneur de Saillant, décapité à Gand en 1477 |
| 14 | 1478  | 1482 | Jean Carondelet       |                              | conseiller et maître des requêtes, diplomate  |

## Maison de Habsbourg (1482-1530)
La mort de Marie de Bourgogne met fin à la maison de Valois-Bourgogne. Son successeur est Philippe le Beau, issu de son mariage avec Maximilien d'Autriche, de la maison de Habsbourg. Malgré la reprise du duché de Bourgogne par Louis XI en 1482 (traité d'Arras), le titre est conservé dans la maison de Habsbourg, qui contrôle aussi le comté de Bourgogne et les Pays-Bas bourguignons, puis Pays-Bas des Habsbourg. La scission des Pays-Bas des Habsbourg en 1581, du fait de la sécession des Provinces-Unies, marque la fin ultime de l'État bourguignon et de son chancelier.
|     | Début | Fin  | Nom                       | Blason              | Commentaires                    |
| --- | ----- | ---- | ------------------------- | ------------------- | ------------------------------- |
| 14. | 1482  | 1496 | Jean Carondelet           |                     |                                 |
| 15. | 1496  | 1506 | Thomas de Plaine          |                     | Président du parlement de Dole  |
| 16. | 1514  | 1518 | Jean Sauvage d'Escambeeck | Blason Jean Sauvage | Dernier Chancelier de Bourgogne |